# Hraničné
Hraničné je obec na Slovensku v okrese Stará Ľubovňa v Prešovském kraji poblíž polských hranic. Žije zde 177 obyvatel.
První písemná zmínka o obci pochází z roku 1342. V obci je dřevěný římskokatolický kostel Neposkvrněného početí Panny Marie z roku 1787. V minulosti sloužil také pro řeckokatolické věřící.
Obcí prochází od jihu na sever silnice č.68, směřující na hranice s Polskem.